# Arnold Elzey
Arnold Elzey (Jones), Jr. (18 décembre 1816 - 21 février 1871) est un soldat de l'armée des États-Unis et de l'armée des États confédérés, servant en tant que major général lors de la guerre de Sécession. Lors de la première bataille de Bull Run, il devient l'un des quelques officiers à recevoir une promotion de général sur le champ de bataille par le président Jefferson Davis. Il commande une brigade lors de la campagne de la vallée de Shenandoah du général « Stonewall » Jackson, et est sévèrement blessé lors de la bataille de Gaines Mill, mettant un terme à sa carrière active sur le champ de bataille.

## Avant la guerre
Jones naît sur la plantation de « Elmwood » le long de la rivière Manokin (en) dans le comté de Somerset, Maryland. Ses parents sont le colonel Arnold Elzey Jones et Anne Wilson (Jackson) Jones. Il est diplômé trente-troisième de l'académie militaire de West Point de la promotion 1837. Peu après, il abandonne Jones de son nom, pour devenir pour le reste de sa vie simplement Arnold Elzey. Il est affecté au 2nd U.S. Artillery et est envoyé en Floride pour combattre lors de la deuxième guerre séminole avant d'être affecté à Détroit, Michigan, pendant la série de disputes territoriales entre les États-Unis et le Canada. Promu premier lieutenant en novembre 1839, il passe les années suivantes au service du recrutement.
Pendant la guerre américano-mexicaine, il est cité pour bravoure lors des batailles des Contreras et de Churubusco. Il reçoit le brevet de capitaine. Il participe aussi aux combats de fort Brown, Vera Cruz, Cerro Gordo, Molino del Rey, Chapultepec, et la prise de la ville de Mexico.
À la suite de la guerre, Elzey est formellement promu au rang de capitaine le 14 février 1849. Il sert en Floride une seconde fois lors de la troisième guerre séminole en 1849-50 et encore en 1856. Il commande aussi l'arsenal d'Augusta (en).

## Guerre de Sécession
À la suite de la sécession de plusieurs États du Sud et la formation des États confédérés d'Amérique, Elzey livre l'arsenal d'Augusta (en) aux confédérés en janvier 1861 et emmène ses hommes à Washington, D.C. au début d'avril 1861. Il démissionne le 25 avril 1861 et part pour Richmond, Virginie, où il rejoint l'armée confédérée avec le grade initial de colonel du nouvellement formé 1st Maryland Infantry, CSA. Il est affecté à la brigade du brigadier général Edmund Kirby Smith et combat lors de la première bataille de Manassas. Quand Smith est blessé pendant l'après-midi, Elzey, en tant que colonel le plus ancien, assure le commandement et mène une charge victorieuse, pour laquelle il reçoit les remerciements du général commandant P.G.T. Beauregard. Il est promu sur le champ de bataille au grade de brigadier général par Jefferson Davis.
L'année suivante, Elzey commande une brigade sous les ordres de Richard S. Ewell pendant la campagne de la vallée de Stonewall Jackson. Il est blessé à la jambe et a son cheval tué sous lui lors de la bataille de Cross Keys.
Elzey est blessé à la tête lors de la bataille de Gaines's Mill, une blessure sérieuse qui le retire du service actif pour le reste de la guerre. Après avoir recouvrer suffisamment pour reprendre une activité administrative et de bureau, il est promu major général en date le 4 décembre 1862. Il est affecté au commandement du département de Richmond et est chargé de la défense de la capitale de la Confédération(p404). Il fait face à un raid de la cavalerie de l'Union de George Stoneman pendant la campagne de Chancellorsville, ainsi qu'à des canonnières de l'Union qui cet été là menacent Richmond à partir du fleuve James. Plus tard relevé de son commandement, il lève une brigade de défense locale, un groupe de la milice comprenant essentiellement des clercs du gouvernement. Il aide aussi à organiser les réserves de l'État de Virginie.
Elzey est affecté en tant que chef de l'artillerie de l'armée du Tennessee et part pour la Géorgie pour servir sous John Bell Hood. Néanmoins, il manque la campagne de Franklin-Nashville désastreuse de Hood. Avec l'armée de Hood pratiquement anéantie, Elzey est relevé de service le 17 février 1865, et assure alors le commandement de la milice d'Augusta, Géorgie. À la suite de l'effondrement de la Confédération, il est libéré sur parole à Washington, Géorgie, en mai 1865.

## Après la guerre
Après la guerre, Elzey retourne dans son Maryland natal et se retire avec sa femme et son fils dans une petite ferme près de Jessup's Cut dans le comté rural d'Anne Arundel, Maryland. Il meurt à Baltimore et est enterré là bas dans le cimetière de Green Mount (en).
Le camp #1940 « major général Arnold Elzey » des Sons of Confederate Veterans (en) est nommé en son honneur.